# ブランケット
ブランケット（英: blanket）とは核融合炉の内壁を構成する装置のひとつ。冷却、燃料生産、遮蔽の3つの機能を担う。高速増殖炉においても、燃料増殖と遮蔽のために置かれる、ウラン238の燃料棒の事をブランケット燃料と呼ぶ。
プラズマ内で生じたエネルギーの80%は高速中性子の形で炉壁に衝突してくる。この高エネルギー粒子である高速中性子を受け止めて背後への漏れを防ぐとともに、そのエネルギーを熱に変えて発電のエネルギーとするための、主な炉壁を構成する重要な装置である。同時にリチウム6を核変換して燃料となる三重水素（トリチウム）を生産する機能を合わせ持つことも計画されている。

## 減速材・冷却材
高速中性子は原子番号の大きな、つまりは原子核が重く大きな元素の原子核には相互作用をあまりせず、高速中性子自身と同程度の規模の粒子、つまり原子番号がきわめて小さく原子核が軽くごく小さな元素の原子核に反応する傾向が強い。
このため実際に高速中性子を主に受け止めるのは、ブランケットの支持構成材の原子核ではなく、ブランケット内を流れる高圧冷却水の水素原子や酸素原子と、下記の燃料生産で説明するリチウムの原子である。
この高圧冷却水は融合炉外部より冷却水循環系の配管やブランケット接続部を経由してブランケット内に導かれ、ブランケット内の曲がりくねった配管を流れる間に周囲の高熱を冷やし、自身は熱を帯びる。高水圧に加圧されているため配管内では沸騰することなくやがて十分に周囲の熱を奪ってブランケット接続部より冷却水循環系の帰路を通じて出て行く。この高圧高温の冷却水は、炉外で直接かまたは一度熱交換器（蒸気発生器）を通じて蒸気を発生させ、発電タービンを回して発電機を回転させ発電する。タービンを回した冷却水は復水器で水に戻されるか、または設計によっては再び熱交換器（蒸気発生器）に戻って加熱され低圧タービンを回してから復水器で水に戻される。復水器で十分に冷やされた冷却水は、循環ポンプにより加圧されて、冷却水循環系を通じて再び融合炉の冷却に向かう。
このしくみは、水を高速中性子の減速材として使いながら同時に冷却材として利用する点で、現在の軽水炉型の原子炉と全く同じである。

## 燃料生産
核融合炉の燃料として有力視されているのが重水素と三重水素である。重水素は自然水中に含まれる水素の内の0.015%から抽出することでも生産が可能であるが、三重水素は自然界には検出限界程度の割合でしか存在せず抽出は不可能である。これらの事情から何らかの方法で三重水素を作らなければならない。
リチウム6を中性子にさらすとヘリウム4と三重水素の原子核が得られるので、ブランケット内に天然リチウム（リチウム6の天然存在比は約7.6%）を置き、ヘリウム4と三重水素のガスを発生させる。これを取り出して核融合炉の燃料として使用することが考えられている。最初の核融合ではおそらく核分裂炉で三重水素を生産しなければならないが、いちど核融合での運転が軌道に乗れば重水素とリチウムの供給だけで、三重水素の供給は必要がなくなる。また、1つの中性子をリチウムに当てて核分裂させると中性子が2つ出てくるので、中性子が倍増できるためこのことも効率をよくする。さらに中性子を発生させてエネルギー生産効率を高めるために、それに適した元素による中性子増倍材も検討されている。
三重水素原子は他の小さな原子同様に多くの物質中に浸透・透過してゆくため、この放射性物質が三重水素ガス回収系の途中や冷却水循環系に浸透した後で逃げ出したりしないように、設計時に考慮する必要がある。また重水素、三重水素、ヘリウムの各原子・分子は周辺部材に浸透することで水素脆化やヘリウム脆化を引き起こすのでこれらのガスに長期間曝される力学的負荷の高い部材は高分子化合物等の被覆処理などの対応が必要となる。

## 遮蔽

### 高エネルギー粒子
プラズマから発生する高エネルギー粒子の放射からブランケットの背後にある超伝導電磁石や各種センサー類、支持構造体などを守らなければならない。荷電イオン粒子はブランケット層で防げるが、中性子の全てを遮蔽することは不可能である。出来るだけ多くの中性子放射をブランケット層で遮蔽することで、その背後の機器類の劣化を防止でき、長期的には大量の放射性廃棄物の発生レベルを低く抑えることが可能となる。

## 構造・形態

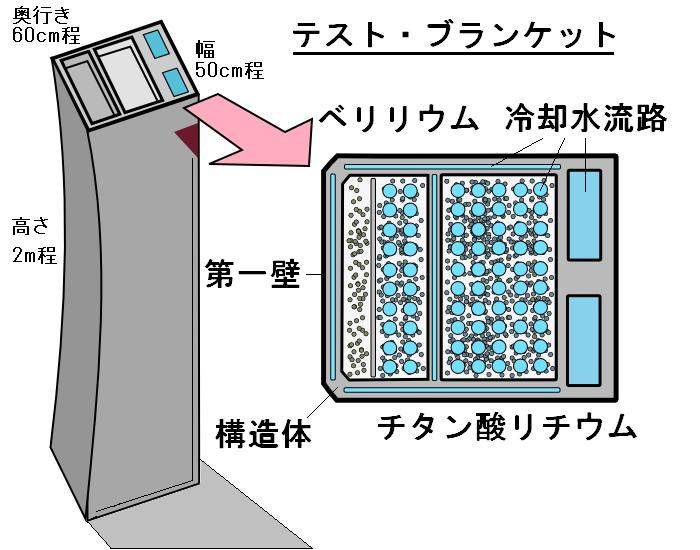
開発テスト用のブランケットでポート部分に取り付ける。

現在、ブランケットの構造や形態として考えられている1つの例として、ITER（国際熱核融合実験炉）用に開発中のものについて説明する。
核融合炉の内壁壁面にブランケット･モジュールをタイル状にきっちりと並べたモジュール構造をとる。ITERでは400個-700個程度のブランケット･モジュールが、下部のダイバータ部分を除く内壁一面を埋め尽くす。
サイズ：幅2m、高さ1m、厚さ約40～50cm 程度
3種類のモジュールがある。
主モジュール
プラズマに曝される大部分の壁面に使用される。
バッフル・モジュール
ダイバータ近くの壁面を担当してガスの逆流を抑制する。
リミッタ・モジュール
プラズマ生成と消滅時に形状制御の役割を担う。

### ブランケット・モジュールの基本構造

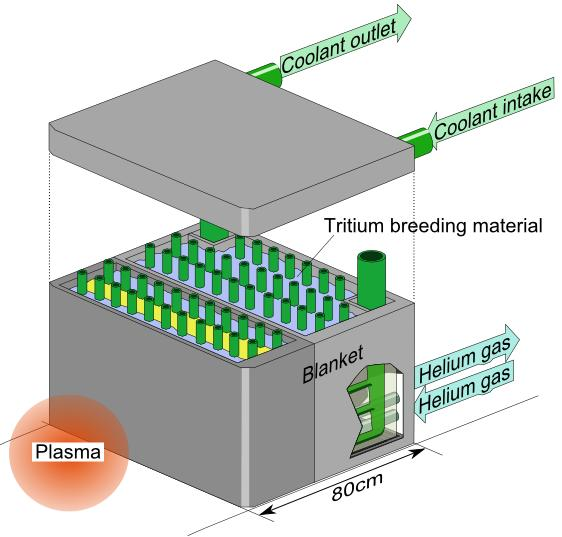
標準的なブランケット・モジュールの基本構造　トリチウム増殖材にはさまれた黄色い部分は中性子増倍材

ブランケット･モジュールは内部に2つの空間を備えた支持構造体で、リチウムの交換や金属の劣化などに対応するために炉壁から取り外して交換が可能な形態となる。プラズマ側の空間にはベリリウムなどの中性子増倍材をペブルと呼ばれる微小球（直径1ミリメートル以下）の形で収め、プラズマから離れた側の空間には酸化リチウムなどのトリチウム増殖材を同じくペブルで収める。
いずれの空間にも、隙間にヘリウムなどの不活性ガスを流し、また多くの冷却パイプを通わせ中に減速材と冷却材を兼ねる高圧水を流す。ブランケットの構造体や冷却パイプなどの部材は中性子に対して放射化やスウェリングの影響を受けにくい材質を選ぶ必要がある。この構造体は強い磁場の中で強力な力を受けるので、力学的にも強固でなければならない。またこの構造体は高温の環境で機能しなければならないので、単に溶けないだけでなく大きな歪みや割れを生じてはならない。
ブランケット･モジュールのプラズマに直接接する面は第一壁と呼ばれ、最も激しい粒子線に曝されるため部材選択に関して重要な技術開発の対象である。
- 支持構造体（低放射化フェライト鋼など）
  - 中性子増倍材（ベリリウムなど）
  - トリチウム増殖材（酸化リチウムなど）
  - 冷却（重水素回収）ガス（ヘリウムなど）
  - 冷却パイプ（ステンレスなど）
    - 減速材・冷却材（水）
- 配管接続部や壁面固定部

冷却材はブランケットを出た後で熱エネルギーが発電のための使われ、十分に冷めた後で再びブランケットへ送られ再び高温からブランケットを守る。冷却ガスは三重水素回収系を経て、おそらく十分に冷めた後で再びブランケットへ送られる。ただし実験炉であるITERでは発電は行なわれないため、熱エネルギーは大気中へ捨てられる。
ブランケットには上記のように複数の機能を併せ持つものもあれば、遮蔽ブランケット、増殖ブランケット、発電ブランケットと単機能のものも考えられている。上図はその開発過程のテスト用のブランケットの概念を示したものである。

## 交換作業
ブランケット･モジュールは内部のリチウムの交換や核融合炉の運転によって損傷を受けるため、数年単位での定期的な交換が設計段階から予定されている。このため下記の点についての新たな技術開発が行なわれている。
- 遠隔操作、またはロボットによる炉内部でのモジュールの交換作業
  - 内部は足場も無く、狭い開口部を通っての放射性物質に囲まれた作業となる。このため炉内に入る交換装置の足場としての何本かのレールがモジュールの隙間に設けられる予定である
- 新旧モジュールのガスや冷却水の配管の溶接による切断・再接続
  - 耐中性子性、耐水素脆化性の金属配管をシームを最小限にして溶接する

## ブランケット周辺系

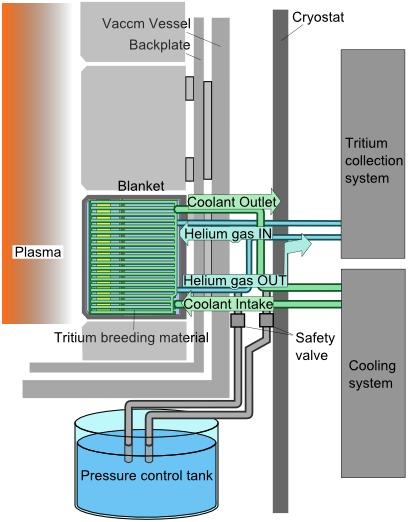
ブランケットを含めた周辺の機能をブロック・ダイアグラムで示す。ヘリウム系と冷却系がブランケット内と炉心外部とを循環し、断熱壁と真空容器が炉心を外部から遮断しており、支持部がブランケットを支える。

ブランケットには内部の熱を逃がすためや、生成された三重水素を回収するためにヘリウム系と冷却系という2系統の循環系の配管が接続される。
配管内部の圧力が上昇しすぎた場合のためのタンクが圧力逃がし弁を介して接続される。